# Resident Evil: Revelations
Resident Evil: Revelations, i Japan känt som Biohazard Revelations (japanska: バイオハザード リベレーションズ Hepburn: Baiohazādo Riberēshonzu?), är ett survival horror-spel utvecklat av Capcom och ursprungligen utgivet till Nintendo 3DS i början av 2012. Spelet är del av Resident Evil-spelserien och äger rum mellan händelserna i Resident Evil 4 och Resident Evil 5. Berättelsen i spelet följer Jill Valentine och Chris Redfield när de försöker stoppa en bioterroristorganisation från att infektera jordens oceaner med ett virus.
Resident Evil: Revelations betonar överlevnad, undvikande och snabba strider genom att förse spelaren med begränsad ammunition, hälsa och rörelsehastighet. Det var avsett att återinföra innehållet och skräckelementen från spelseriens rötter, medan samtidigt försöka modernisera spelet. Resident Evil: Revelations var också det första spelet som stödjer Nintendo 3DS Circle Pad Pro utanför Japan. Spelet var en måttlig kommersiell framgång och fick i överlag positiva recensioner från datorspelsrecensenter, som berömde dess grafik, ljudeffekter och skräckelement. En HD-version av spelet släpptes till Microsoft Windows, Playstation 3, Wii U och Xbox 360 under 2013. En uppföljare till spelet, Resident Evil: Revelations 2, släpptes under 2015.